# Montendry
Montendry är en kommun i departementet Savoie i regionen Auvergne-Rhône-Alpes i sydöstra Frankrike. Kommunen ligger i kantonen Chamoux-sur-Gelon som tillhör arrondissementet Chambéry. År 2022 hade Montendry 50 invånare.

## Befolkningsutveckling
Antalet invånare i kommunen Montendry
| Referens: INSEE |